# جام در جام اروپا ۶۲–۱۹۶۱
جام در جام اروپا ۶۲–۱۹۶۱، دومین دوره از مسابقات فوتبال جام برندگان جام اروپا بود. تیم‌های اتلتیکو مادرید اسپانیا و مدافع عنوان قهرمانی، فیورنتینای ایتالیا، دیدار فینال را برگزار کردند. از این فصل بازی نهایی به صورت تک دیدار برگزار شد. بازی نخست با نتیجه مساوی به پایان رسید و براساس قوانین کار به دیدار تکراری کشیده شد. در بازی تکراری اتلتیکو مادرید با نتیجه ۳–۰ به پیروزی رسید و برای نخستین بار فاتح جام در جام اروپا شد. در این دوره یوفا برای نخستین بار سازماندهی مسابقات را بر عهده گرفت.

## دور مقدماتی
| تیم ۱            | نتیجه‌نهایی | تیم ۲             | بازی رفت              | بازی برگشت             |
| ---------------- | ---------- | ----------------- | --------------------- | ---------------------- |
| سوانزی           | ۳–۷        | موتور ینا         | ۲–۲ (گزارش) (گزارش ۲) | ۱–۵ (گزارش) (گزارش ۲)  |
| لشو دو فوند      | ۶–۷        | لیتشوئس           | ۶–۲ (گزارش) (گزارش ۲) | ۰–۵ (گزارش) (گزارش ۲)  |
| Glenavon         | ۲–۷        | لستر سیتی         | ۱–۴ (گزارش) (گزارش ۲) | ۱–۳ (گزارش) (گزارش ۲)  |
| سدان             | ۳–۷        | اتلتیکو مادرید    | ۲–۳ (گزارش) (گزارش ۲) | ۱–۴ (گزارش) (گزارش ۲)  |
| راپید وین        | ۵–۲        | اسپارتاک وارنا    | ۰–۰ (گزارش) (گزارش ۲) | ۵–۲ (گزارش) (گزارش ۲)  |
| فلوریانا         | ۴–۱۵       | اویپشت            | ۲–۵ (گزارش) (گزارش ۲) | ۲–۱۰ (گزارش) (گزارش ۲) |
| دانفرملین اتلتیک | ۸–۱        | سنت پاتریک اتلتیک | ۴–۱ (گزارش) (گزارش ۲) | ۴–۰ (گزارش) (گزارش ۲)  |

## مرحله اول
| تیم ۱            | نتیجه‌نهایی | تیم ۲               | بازی رفت              | بازی برگشت            |
| ---------------- | ---------- | ------------------- | --------------------- | --------------------- |
| موتور ینا        | ۹–۲        | آلیانس دودلانژ      | ۷–۰ (گزارش) (گزارش ۲) | ۲–۲ (گزارش) (گزارش ۲) |
| لیتشوئس          | ۲–۱        | Progresul Bucureşti | ۱–۱ (گزارش) (گزارش ۲) | ۱–۰ (گزارش) (گزارش ۲) |
| وردر برمن        | ۵–۲        | آرهوس               | ۲–۰ (گزارش) (گزارش ۲) | ۳–۲ (گزارش) (گزارش ۲) |
| لستر سیتی        | ۱–۳        | اتلتیکو مادرید      | ۱–۱ (گزارش) (گزارش ۲) | ۰–۲ (گزارش) (گزارش ۲) |
| المپیاکوس        | ۲–۴        | ژیلینا              | ۲–۳ (گزارش) (گزارش ۲) | ۰–۱ (گزارش) (گزارش ۲) |
| فیورنتینا        | ۹–۳        | راپید وین           | ۳–۱ (گزارش) (گزارش ۲) | ۶–۲ (گزارش) (گزارش ۲) |
| آژاکس            | ۳–۴        | اویپشت              | ۲–۱ (گزارش) (گزارش ۲) | ۱–۳ (گزارش) (گزارش ۲) |
| دانفرملین اتلتیک | ۵–۲        | واردار              | ۵–۰ (گزارش) (گزارش ۲) | ۰–۲ (گزارش) (گزارش ۲) |

### دور رفت
| لیتشوئس   | ۱–۱   | Progresul București |
| --------- | ----- | ------------------- |
| Silva ۵۲' | گزارش | Karikaș ۱۹'         |

| فیورنتینا                                       | ۳–۱ | راپید وین |
| ----------------------------------------------- | --- | --------- |
| آورلیو میلانی ۱۲' · کرت همرین ۴۹' · Jonsson ۶۸' |     | Seitl ۸۱' |

### دور برگشت
| راپید وین       | ۲–۶ | فیورنتینا                                                                   |
| --------------- | --- | --------------------------------------------------------------------------- |
| Schmid ۸۵'، ۸۹' |     | آورلیو میلانی ۲۸'، ۵۹'، ۷۰' · Dell'Angelo ۴۲' · Jonsson ۵۰' · کرت همرین ۶۵' |

فیورنتینا در مجموع ۹–۳ برنده شد.
| Progresul București | ۰–۱   | لیتشوئس     |
| ------------------- | ----- | ----------- |
|                     | گزارش | - Silva ۶۱' |

لیتشوئس در مجموع ۲–۱ برنده شد.

## یک‌چهارم نهایی
| تیم ۱     | نتیجه‌نهایی | تیم ۲            | بازی رفت              | بازی برگشت             |
| --------- | ---------- | ---------------- | --------------------- | ---------------------- |
| موتور ینا | ۴–۲        | لیتشوئس          | ۱–۱ (گزارش) (گزارش ۲) | ۳–۱۱ (گزارش) (گزارش ۲) |
| وردر برمن | ۲–۴        | اتلتیکو مادرید   | ۱–۱ (گزارش) (گزارش ۲) | ۱–۳ (گزارش) (گزارش ۲)  |
| ژیلینا    | ۳–۴        | فیورنتینا        | ۳–۲ (گزارش) (گزارش ۲) | ۰–۲ (گزارش) (گزارش ۲)  |
| اویپشت    | ۵–۳        | دانفرملین اتلتیک | ۴–۳ (گزارش) (گزارش ۲) | ۱–۰ (گزارش) (گزارش ۲)  |

یادداشت
- یادداشت ۱: بازی مرحله دوم پس از رد درخواست ویزای بازیکنان آلمانی شرقی در گرا برگزار شد.

### دور رفت
| ژیلینا                           | ۳–۲ | فیورنتینا                           |
| -------------------------------- | --- | ----------------------------------- |
| Jakubčík ۱۱'، ۶۳' · Majerník ۴۲' |     | آورلیو میلانی ۴۷' · Dell'Angelo ۸۵' |

### دور برگشت
| فیورنتینا                | ۲–۰ | ژیلینا |
| ------------------------ | --- | ------ |
| Ferretti ۳۸' · همرین ۴۰' |     |        |

فیورنتینا در مجموع ۴–۲ برنده شد.

## نیمه نهایی
| تیم ۱     | نتیجه‌نهایی | تیم ۲          | بازی رفت | بازی برگشت |
| --------- | ---------- | -------------- | -------- | ---------- |
| موتور ینا | ۰–۵        | اتلتیکو مادرید | ۰–۱      | ۰–۴        |
| فیورنتینا | ۳–۰        | اویپشت         | ۲–۰      | ۱–۰        |

### دور رفت
| موتور ینا | ۰–۱           | اتلتیکو مادرید |
| --------- | ------------- | -------------- |
|           | گزارش گزارش ۲ | Peiró ۶۱'      |

| فیورنتینا     | ۲–۰           | اویپشت |
| ------------- | ------------- | ------ |
| همرین ۶'، ۴۷' | گزارش گزارش ۲ |        |

### دور برگشت
| اتلتیکو مادرید                     | ۴–۰           | موتور ینا |
| ---------------------------------- | ------------- | --------- |
| Mendonça ۱۴'، ۶۰' · Jones ۱۸'، ۵۴' | گزارش گزارش ۲ |           |

اتلتیکو مادرید در مجموع ۵–۰ برنده شد.
| اویپشت | ۰–۱           | فیورنتینا |
| ------ | ------------- | --------- |
|        | گزارش گزارش ۲ | Bartu ۵۶' |

فیورنتینا در مجموع ۳–۰ برنده شد.

## فینال
| اتلتیکو مادرید | ۱–۱           | فیورنتینا |
| -------------- | ------------- | --------- |
| Peiró ۱۱'      | گزارش گزارش ۲ | همرین ۲۷' |

### بازی تکراری
| اتلتیکو مادرید                      | ۳–۰           | فیورنتینا |
| ----------------------------------- | ------------- | --------- |
| Jones ۸' · Mendonça ۲۷' · Peiró ۵۹' | گزارش گزارش ۲ |           |